# نوازل الكهوف

المتدليات (A) وأنابيب الصودا (B) والقوائم (C).

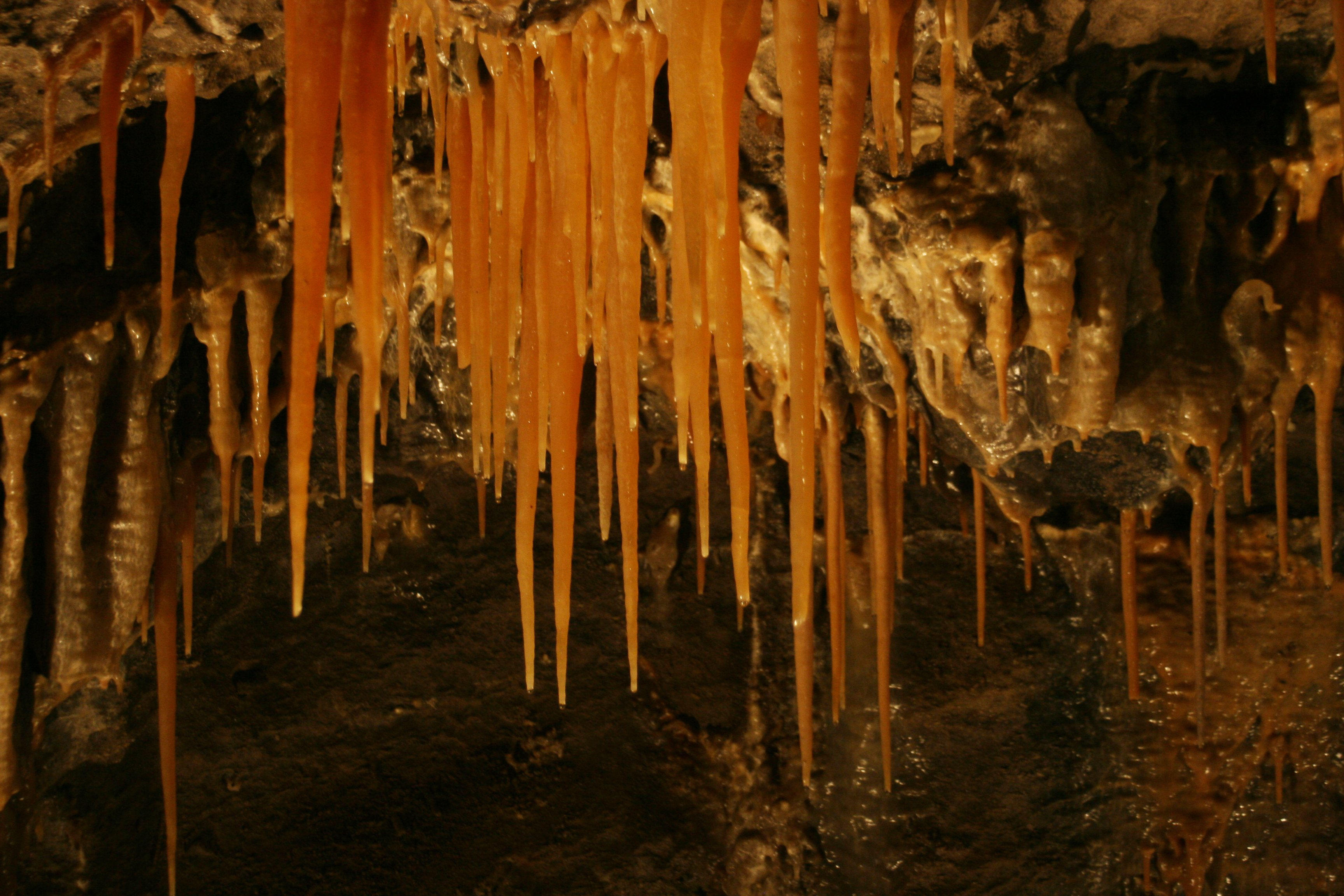
متدليات في كهف تريك كليف بإنجلترا.

الهوابط أو النوازل أو متدليات الكهوف أو الأعمدة الهابطة (باللاتينية: ستَـلَـگـتَـيْـت Stalactite) وأصلها (باليونانية: σταλάσσω ستالاسّو)‏ (وتعني أصلا تقاطر الماء) مصطلح يقصد به التكونات المعدنية الطبيعية المتدلية من أسقف الكهوف الرطبة. ويعتمد لونها على نوع المعادن الخام التي تدخل في التكوين الحجري للكهف.

## تكونها وأنواعها
تتكون المتدليات الكهفية عن طريق ترسيب كربونات الكالسيوم وبعض أملاح معادن أخرى والتي تترسب من محاليل مياه معدنية . ويتكون الحجر الجيري من كربونات الكالسيوم، ويذيب الماء المتساقط في الكهف والذي يحتوي عادة على ثاني أكسيد الكربون كربونات الكالسيوم مكونا محلول بيكربونات الكالسيوم . ويمن التعبير عن ذلك التفاعل بالمعادلة الآتية:
(CaCO3(s) + H2O (l) + CO2 (aq) → Ca(HCO3)2 (aq
ويتسرب هذا المحلول خلال شقوق الكهف هابطا حتى يصل إلى إحدى الحبيبات المعلقة في سقف الكهف ويتقاطر منها . وعندما يتعرض المحلول الهواء لمدة، ينعكس التفاعل الكيميائي الذي حدث من قبل وتترسب كربونات الكالسيوم عليها. والمعادلة الكيميائية الفعالة عندئذ هي:
(Ca(HCO3)2 (aq) → CaCO3 (s) + H2O (l) + CO2 (aq
ويقدر معدل تنامي المتدلية 0.13 مليمتر في السنة. تتكون أسرع تلك المتدليات من ماء محلول متسرب مركز من كربونات الكالسيوم و ثاني أكسيد الكربون . ويمكن أن يصل معدل تناميها إلى 3 مليمتر في السنة .
ويبدأ كل متدلى بتقاطر نقطة واحدة من الماء المحمل بالأملاح المعدنية ثم نقطة ثانية ثم ثالثة وهكذا في نفس المكان . وعند تساقط النقط فإنها تترك عالقا رقيقا من الكالسيت على سطح ما يشبه القلم . وتشكل كل نقطة متساقطة أخرى حلقة أخرى من الكالسيت. وقد تأخذ بعض تلك المتدليات شكلا أنبوبيا ويسمى عندئذ أنابيب الصودا  . وقد تنمو تلك الأنابيب إلى أطوال طويلة إلا أنها تكون هشة سهلة الكسر . فإذا انسدت تلك الأنابيب بشوائب يبدأ الماء في التساقط من سطحها الخارجي . وبتتابع تساقط الماء وترسب الكالسيت ينكون الشكل المخروطي المعهود للمتدليات . وتتساقط نفس قطرات الماء من المتدلى على الأرض مكونة صواعدا مخروطية تنتصب على الأرض، ويسمى هذا الصاعد الكهفي stalagmite. وبعكس المتدليات فالصواعد الكهفية لا تبدأ تكوينها في هيئة أنبوب من الصودا . ومع الوقت قد تكبر تلك الصواعد مكونة أعمدة متراصة .

## صور لبعض الكهوف

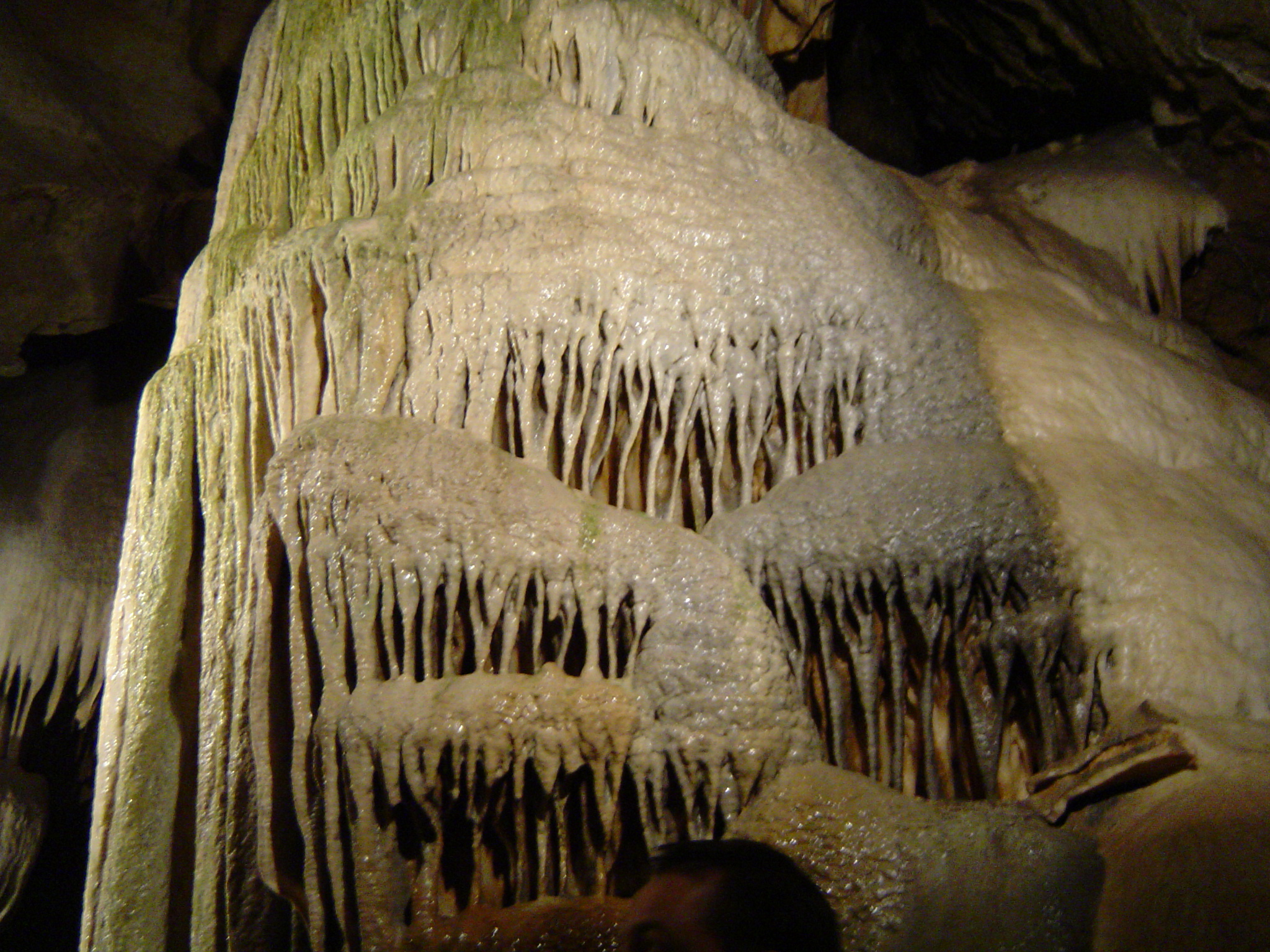
بلجيكا
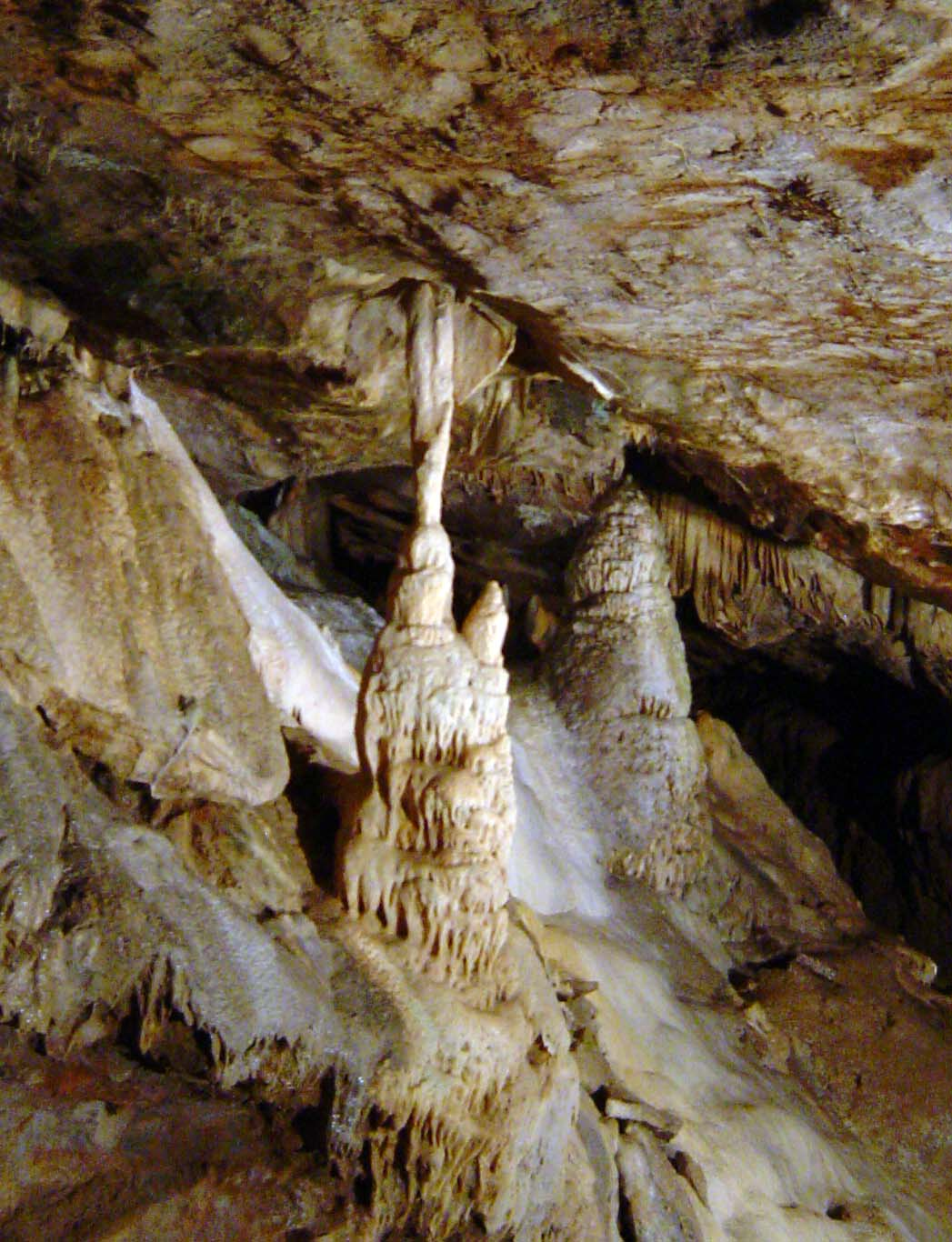
بلجيكا
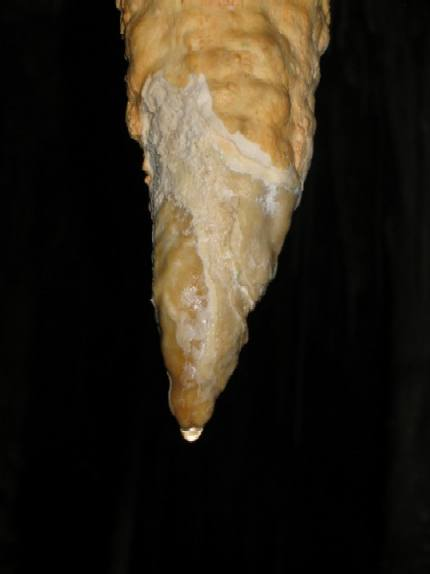
أحد المتدليات .
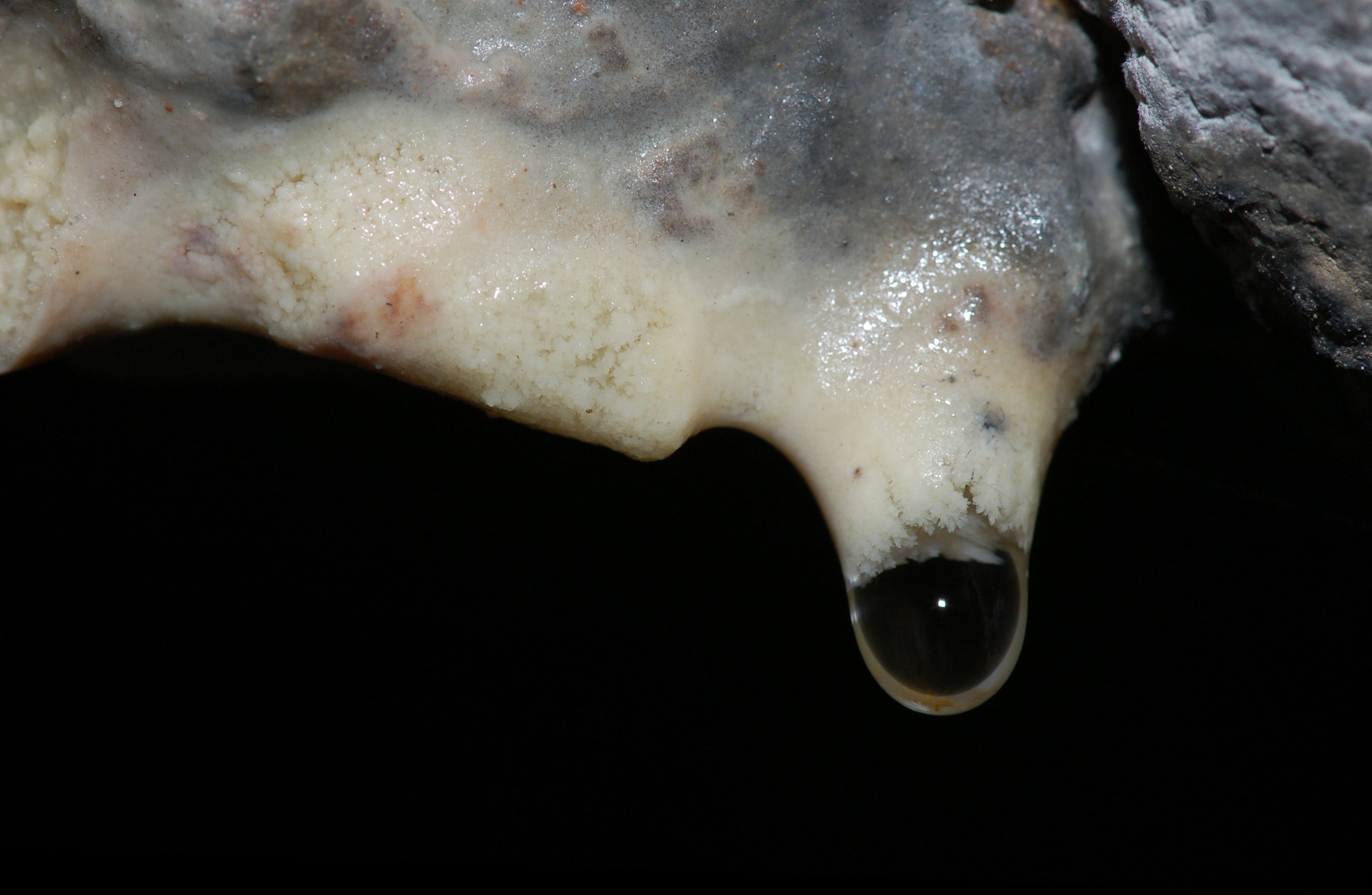
قطرة معلقة، ويرى الكالسيت المترسب.
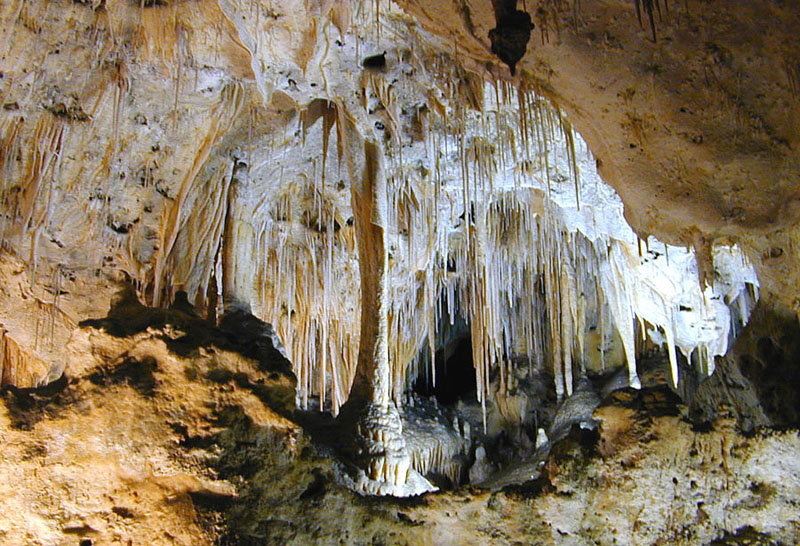
كهف كاريسباد، إيطاليا
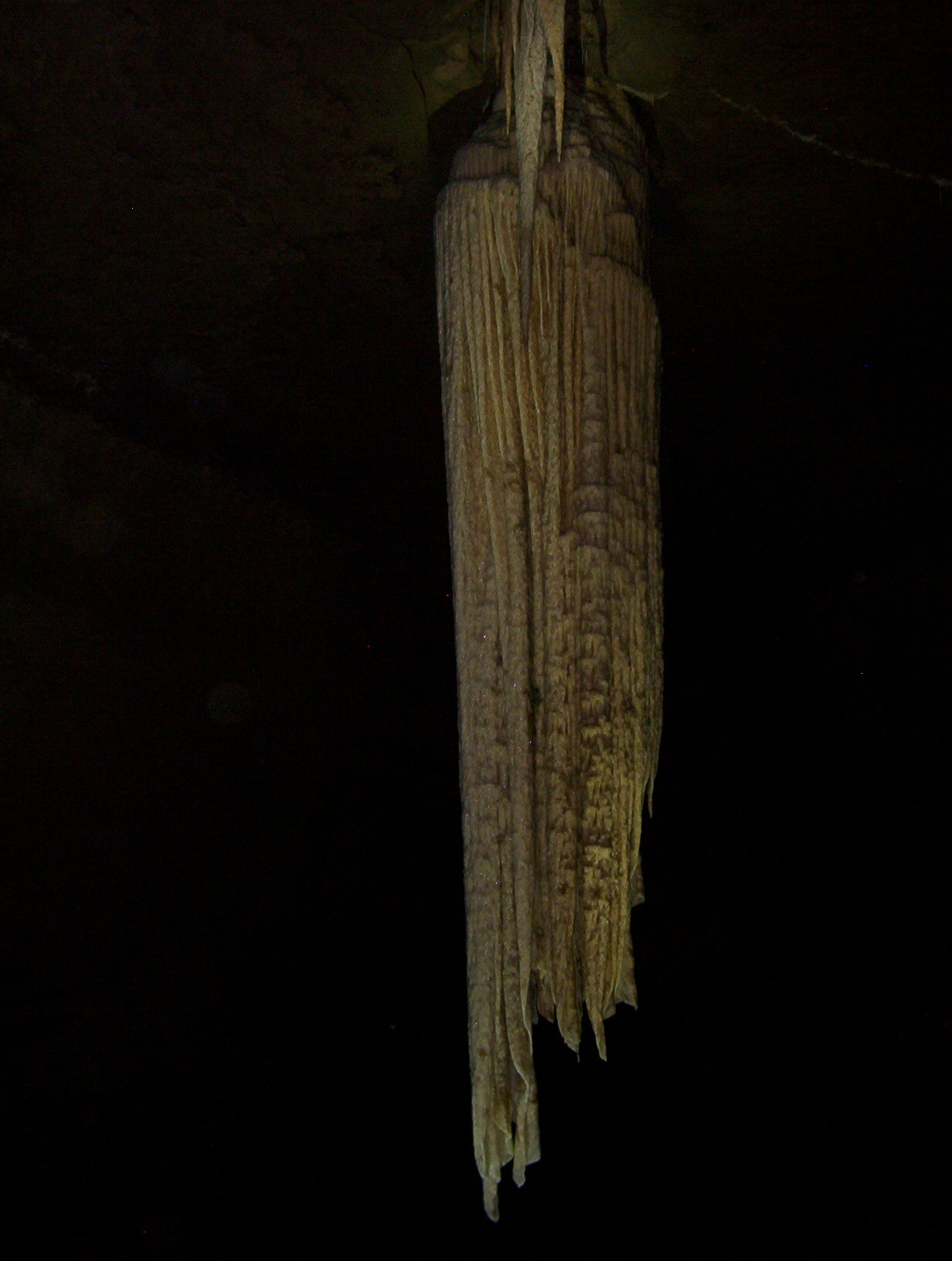
متدليات طولها 5و6 متر في كهف دولين، إيرلندا .
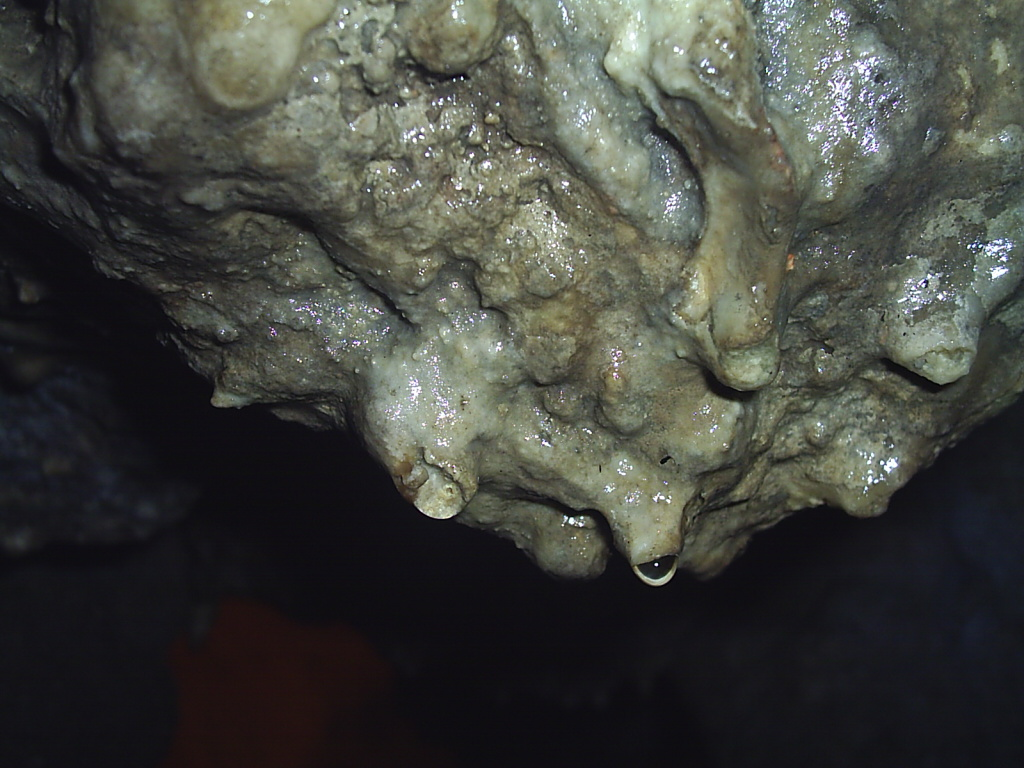
قطرات المياه المعدنية في سقف أحد الكهوف.
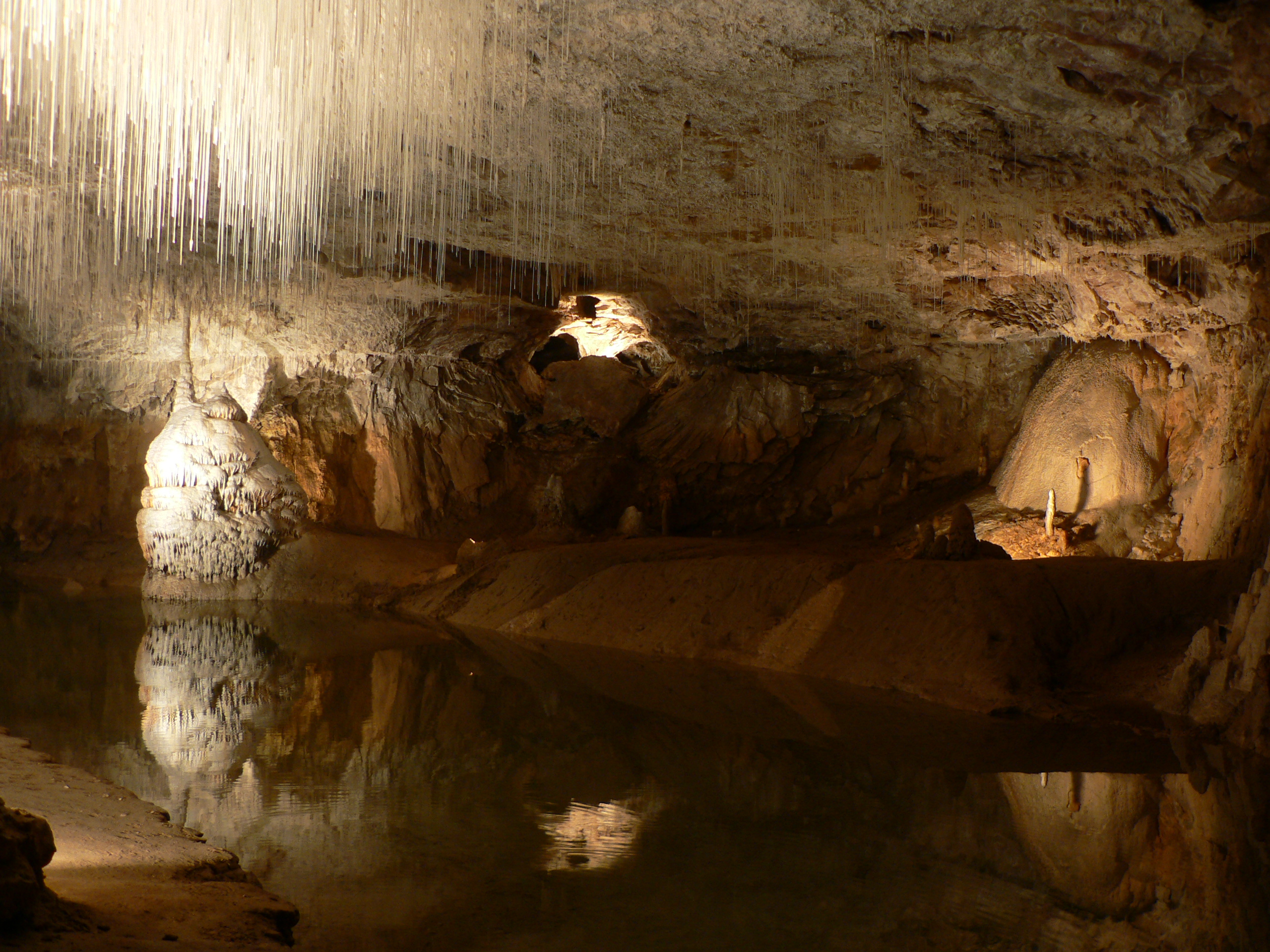
أنابيب الصودا في كهف كورناش، فرنسا
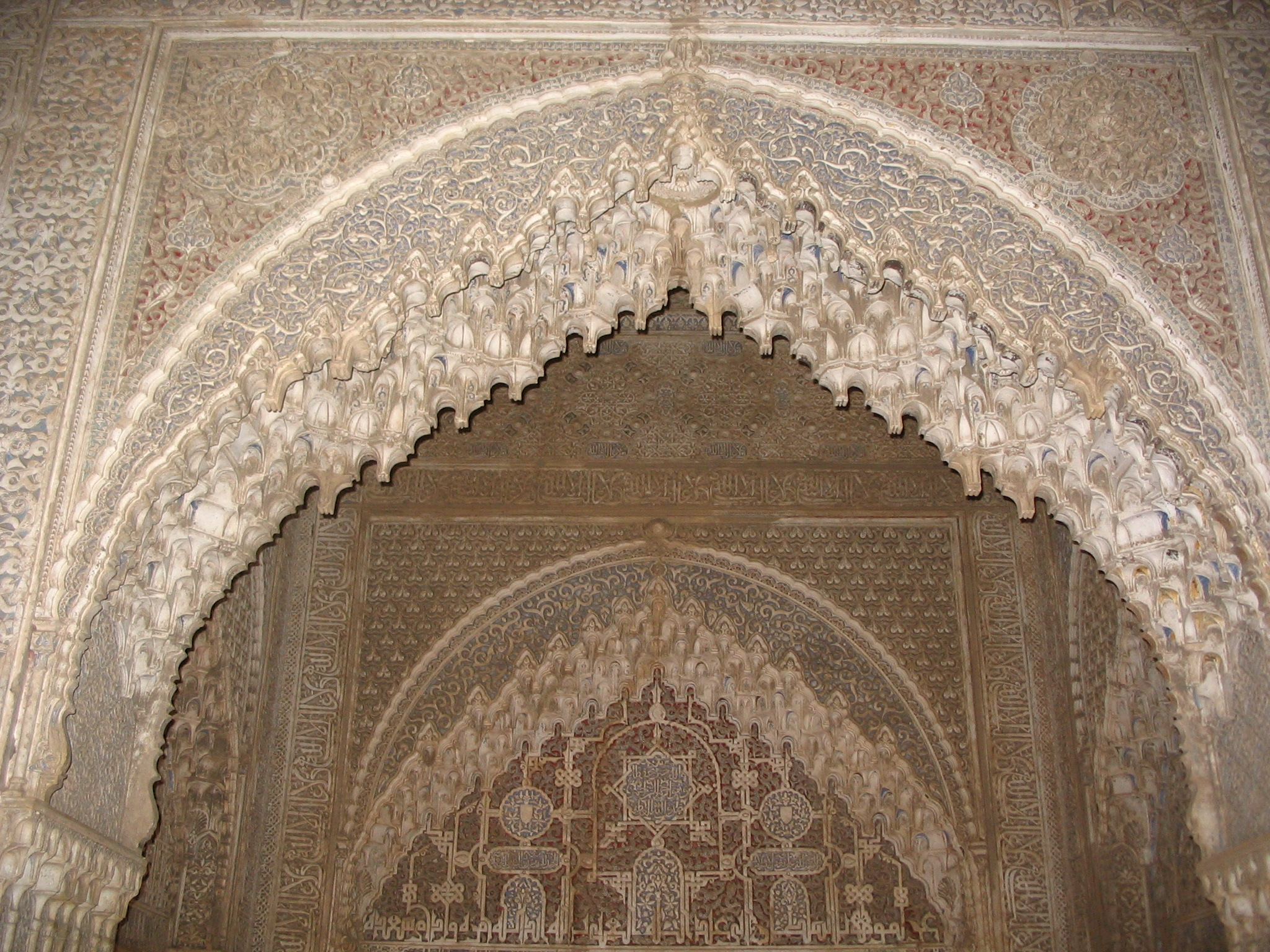
مستوحاة في الفن العربي: Mocarabes à l'Alhambra .
المتدليات و الصواعد
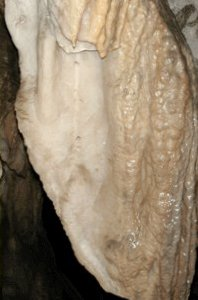
في شكل الستائر
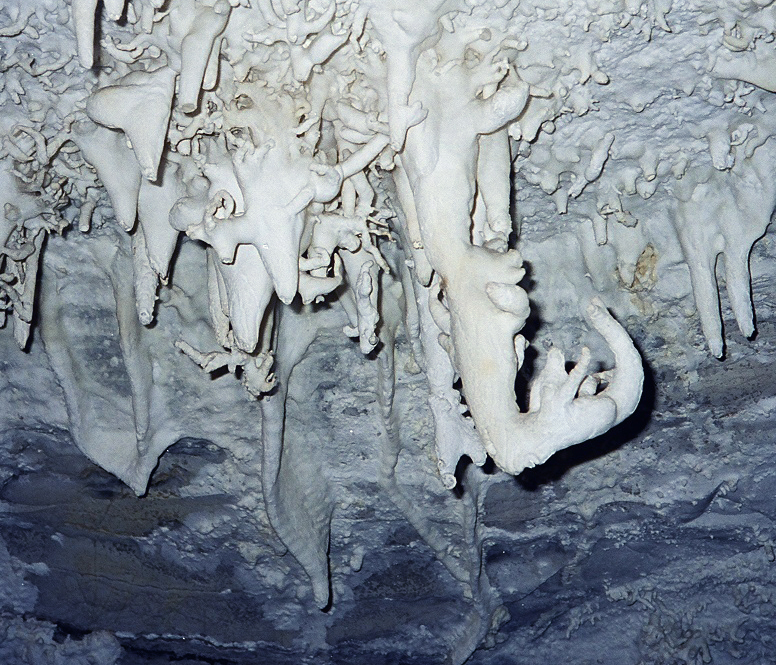
متدليات
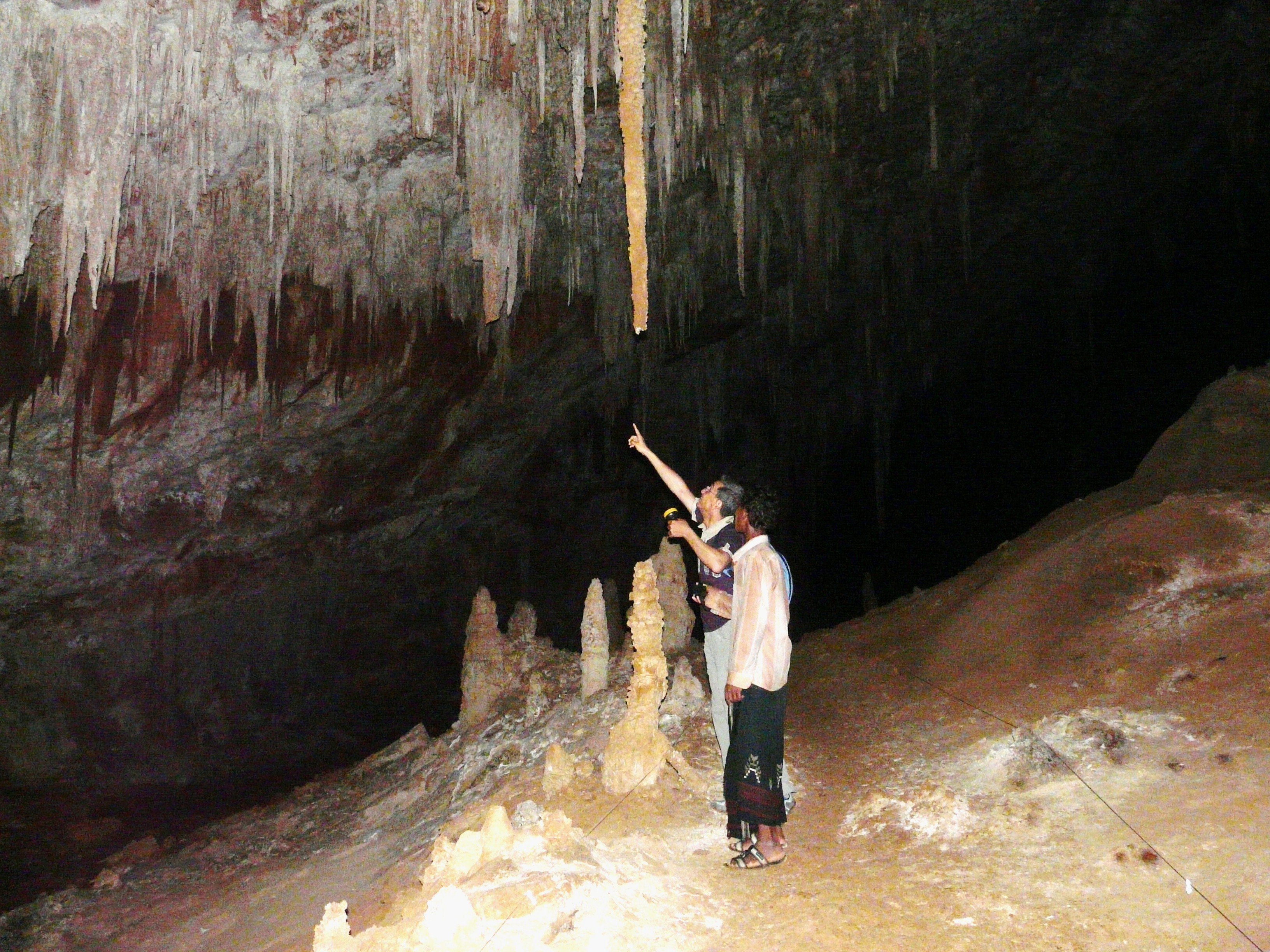
كهف حالة بجزيرة سقطرى اليمنية

## اقرأ أيضا
- صواعد الكهوف
- كهف الهوتة
- كهف الماموث
- كهف شيلات

1. ↑  مجموعة المصطلحات العلمية والفنية التي أقرها المجمع (بالعربية والإنجليزية والفرنسية)، القاهرة: مجمع اللغة العربية بالقاهرة، ج. 3، ص. 87، OCLC:1034549709، QID:Q109610899
2. ↑  Kramer، Stephen P.؛ Day، Kenrick L. (1995)، Caves، Carolrhoda Books (نُشِر في 1994)، ص. 23، ISBN:9780876144473